# Anna Huber (Schriftstellerin)
Anna Huber (* 5. Juni 1857 als Anna Cador in Breslau; † 20. Jänner 1938 in Wien) war eine österreichische Lehrerin, Gouvernante, Redakteurin, Schriftstellerin und Musikalienhändlerin, die auch unter dem Namen Anna Huber-Cador und dem Pseudonym Angelica Ernst publizierte.

## Leben
Sie war die älteste von zehn Geschwistern. 1866 erkrankte sie an Cholera und Typhus. 1876 bestand sie das Lehrerinnenexamen und begann als Erzieherin zu arbeiten. 1883 starb ihr Vater. 1888 ging sie für 6 Jahre als Gouvernante nach Ungarn. Danach zog sie nach Wien und arbeitete seit 1895 in der Redaktion der Österreichischen Musik- und Theaterzeitung, deren Eigentümerin sie im Jahr 1900 wurde. 1903 heiratete sie den Schriftsteller Franz Xaver Huber.

## Werke
- Feldblumenstrauss. Gedichte. 1884.[2]
- Sternschnuppe. Novelle. 1886.[2]
- Die Waldkapelle. Novelle. 1886.[2]
- Frühlingstraum. Novelle. 1886.[2]
- Irrlicht. Novelle. 1887.[2]
- Wie es kam. Novelle. 1888.[2]
- Ebbe und Flut. Novelle. 1888.[2]
- Das achte Gebot. 1889.[2]
- Der Wirkungskreis der Frau. 1889.[2]
- Die Lehrerin. 1890.[2]
- Herzenstreue. Novelle. 1892.[2]
- Ellinor. Novelle. 1893.[2]
- Welke Blumen. Novelle. 1895.[2]
- Durch Kraft. Novelle. 1894.[2]
- Die Stimme der Mutter. Novelle. 1896.[2]
- Glück? Novelle. 1897.[2]
- Schneerosen. Novelle. 1897.[2]
- Heimgefunden. Novellen. 1898.[2]
- Dur und Moll. Gedichte. 1898.[2]
- Schiffbruch. Novelle. 1900.[2]
- Helleborus. Novelle. 1904.[2]
- Es fiel ein Reif in der Frühlingsnacht. Novelle. 1905.[2]
- Seelenkämpfe. Novellen von Anna Huber-Cador. Mehlhorn, Berlin-Charlottenburg 1907.
- Das Problem der Heirat. Von Anna Huber-Cador. Mehlhorn, Berlin-Charlottenburg 1907.
- Leben heißt kämpfen. Novellen. 1908.[2]
- Am Wege erblüht. Gedichte. 1908.[2]
- Die Macht des Gebetes. Novellen. 1908.[2]
- Weiße Nelken. Ein Kranz auf Dr. Luegers Grab. Leonhardi, Dresden-Blasewitz 1910.
- Tante Wunderlich. Lustspiel. Von Anna Huber-Cador. Schöningh, Paderborn 1912.
- Jesus sucht dich. Erzählung von Anna Huber-Cador. Enßlin & Laiblin, Reutlingen 1913.
- Christkindchen im Walde. Weihnachtsmärchen. Danner, Mühlhausen 1914.
- Auch ein Vierblatt. Lustspiel in 4 Szenen. Von Anna Huber-Cador. Ungelenk, Dresden 1914.
- Sonnenscheinchens Heldentat. Von Anna Huber-Cador. Ensslin u. Laiblin, Reutlingen 1914.
- Kann ein Wunder Leid nur wenden, wird Gott auch das Wunder senden. Erzählung. Ensslin u. Laiblin, Reutlingen 1914
- Das Häuschen am See; Monika. Erzählungen für die Jugend von Anna Huber-Cador. Reutlingen: Ensslin u. Laiblin. 1915.
- Wie Ursula ihren Großvater fand. Erzählung von Anna Huber-Cador. Enßlin & Laiblin, Reutlingen 1925.
- Geben ist seliger denn nehmen. Erzählung. Enßlin & Laiblin, Reutlingen 1930.
- Muttertag! Vorträge, Wünsche, Grüße, Aufführungen. Danner, Mühlhausen 1934.